# ضیاءالدین احمد
ضیاءالدین احمد (هندی: ज़ियाउद्दीन अहमद؛ ۱۳ فوریه ۱۸۷۳–۲۳ دسامبر ۱۹۴۷) ریاضیدان، نماینده مجلس، فیلسوف، سیاستمدار و نظریه‌پرداز هندی بود. وی عضو جنبش علیگر و استاد و رئیس دانشگاه MAO,و رئیس دانشگاه اسلامی علیگر هند بود. وی به مدت سه دوره به عنوان معاون صدراعظم دانشگاه اسلامی علیگر خدمت کرد.
در سال ۱۹۱۷، وی به عنوان عضو کمیسیون دانشگاه کلکته که به عنوان کمیسیون سادلر نیز شناخته می‌شود، منصوب شد.

## زندگی‌نامه
وی در ۱۳ فوریه ۱۸۷۳ در میروت (به انگلیسی: Merath)، در ایالت اوتار پرادش هند به دنیا آمد. تحصیلات ابتدایی وی در یک مدرسه محلی بود و بعداً به دانشگاه علیگر پیوست. وی در سال ۱۸۸۹ تحصیلات خود را در علیگر آغاز کرد. وی برای ادامه تحصیل به دانشگاه دولتی اله آباد عزیمت کرد و پس از اتمام تحصیلات در دانشگاه، به علیگر بازگشت. پس از گذراندن دوره لیسانس، با دریافت مال طلایی استراچی، به عنوان دستیار مربی ریاضی، در دانشگاه آنگلوس مشغول به کار شد. او اولین مسلمانی بود که دکترای ریاضیات را از دانشگاه الله‌آباد کسب می‌کرد. وی در سال ۱۸۹۷ موفق به کسب مدال طلای Lytton Strachey شد. در ضمنِ تدریس، تحصیلات خود را ادامه داد و موفق به کسب مدرک کارشناسی ارشد از دانشگاه‌های کلکته و الله‌آباد شد.
در سال ۱۹۰۱، احمد با دریافت بورس دولتی به انگلستان رفت و موفق به دریافت مدرک افتخاری در ریاضیات از دانشگاه کمبریج گردید. وی به عنوان اولین هندی، در سال ۱۹۰۴، بورسیه اسحاق نیوتن را دریافت کرد. سپس موفق شد تا در سال ۱۹۰۴ به دانشگاه گونتینگن در آلمان پیوسته و دکترای خود را از این دانشگاه دریافت کرد. وی برای مطالعات پیشرفته در هندسه مدرن از دانشگاه پاریس و دانشگاه بولونیا استفاده نمود.

## خانواده
احمد پس از ازدواج با روحی زوبری -که رهبر کنگره ملی هند و مددکار شناخته شده اجتماعی بود- صاحب چهار فرزند شد؛ نام فرزندان او: محمد ضیاءالدین (رهی)، شهباز ضیاءالدین، صدف احمد و شیراز احمد می‌باشد.

## جوایز و افتخارات
- مدال طلای Stratchey
- جایزه Tripos Wrangler در ریاضیات
- بورسیه تحصیلی اسحاق نیوتن
- دبیر کمیته قانون اساسی دانشگاه اسلامی علیگر در سال ۱۹۱۱ بود.
- وی عضو کمیسیون آموزش عالی سادلر و همچنین به عنوان کمیسیون دانشگاه کالکته شناخته می‌شود.

## تجلیل از وی
جهت تجلیل از مقام وی، اقداماتی از سوی علاقه‌مندان و طرفداران وی انجام شده‌است:
- یک خوابگاه چهار طبقه (تالار خوابگاه برای دانشجویان علوم و تحقیقات) در دانشگاه علیگر به نام وی نامگذاری شد.
- دانشکده دندانپزشکی در سال ۲۰۰۳ در کالج دندانپزشکی علیگر، به نام وی نامگذاری شد.
- دانشگاه علوم پزشکی ضیاءالدین، در کراچی پاکستان به افتخار وی تأسیس شد.
- یک خیابان بزرگ در کراچی (که قبلاً به نام جاده کوچری شناخته می‌شد) به افتخار وی، به نامش نامگذاری شده بود.
- مدرسه‌ای عمومی به نام ضیاءالدین در علیگر به نام افتخار وی تاسیس شد.